# Gunnarsbotjärnen
Gunnarsbotjärnen är en sjö i Leksands kommun i Dalarna och ingår i Dalälvens huvudavrinningsområde. Sjön har en area på 0,131 kvadratkilometer och ligger 287,2 meter över havet. Sjön avvattnas av vattendraget Kängelbäcken.

## Delavrinningsområde
Gunnarsbotjärnen ingår i det delavrinningsområde (672837-147702) som SMHI kallar för Mynnar i Lustbosjön. Medelhöjden är 267 meter över havet och ytan är 13,01 kvadratkilometer. Det finns inga avrinningsområden uppströms utan avrinningsområdet är högsta punkten. Kängelbäcken som avvattnar avrinningsområdet har biflödesordning 4, vilket innebär att vattnet flödar genom totalt 4 vattendrag innan det når havet efter 240 kilometer. Avrinningsområdet består mestadels av skog (83 procent). Avrinningsområdet har 0,22 kvadratkilometer vattenytor vilket ger det en sjöprocent på 1,7 procent.